# Kingdom Come (Tom Verlaine)
Kingdom Come is een nummer van de Amerikaanse Television-zanger en -gitarist Tom Verlaine, uitgebracht als de derde track van zijn eerste soloalbum Tom Verlaine uit 1979. In 1980 coverde de Britse muzikant David Bowie het nummer op zijn album Scary Monsters (and Super Creeps). Op 18 april 2015 werden beide versies van het nummer uitgebracht op single ter gelegenheid van Record Store Day.

## Achtergrond
"Kingdom Come" is een nummer over het dagelijkse leven in de gevangenis, waar meerdere gevangenen aan elkaar vastgeketend zitten. De gevangenen slaan stenen kapot en knippen hooi terwijl ze worden bekeken door een man met een geweer in een toren en de enige manier om dit te ontvluchten is de dood of de Dag des Oordeels, welke er eerst zou mogen komen. Verlaine leende de titel van het nummer van een niet uitgebracht nummer van zijn band Television, maar de nummers hebben verder niks met elkaar te maken.
Bowie's gitarist Carlos Alomar stelde voor dat Bowie het nummer zou coveren, waarmee het zijn eerste cover werd sinds "Wild Is the Wind" van het album Station to Station uit 1976. Bowie was fan van Verlaine en zei dat hij "een van New York's meest ondergewaardeerde schrijvers is... Ik wou dat hij een groter publiek had". Hij vroeg of Verlaine de gitaar wou bespelen op zijn cover, maar de gesprekken liepen spaak en Robert Fripp speelde uiteindelijk gitaar.
Bowie's versie van het nummer bevatte een achtergrondkoor met producer Tony Visconti, amateurzangers Lynn Maitland en Chris Porter en Bowie zelf. Verder werd de drumhook uit Verlaine's versie vervangen door een baslijn. Verder werden zowel enkele regels als de manier waarop deze werden gezongen veranderd.

## Tracklijst
- Alle nummers geschreven door Verlaine.

1. "Kingdom Come" (Tom Verlaine) - 3:35
2. "Kingdom Come" (David Bowie) - 3:45

## Muzikanten
Versie van Tom Verlaine
- Tom Verlaine: zang, gitaar, orgel
- Fred Smith: basgitaar, gitaar, percussie, achtergrondzang
- Jay Dee Daugherty: drums, percussie, achtergrondzang
- Allan Schwartzberg: drums, percussie

Versie van David Bowie
- David Bowie: zang, keyboard, saxofoon, achtergrondzang
- Carlos Alomar, Robert Fripp: gitaar
- George Murray: basgitaar
- Dennis Davis: drums, percussie
- Tony Visconti, Lynn Maitland, Chris Porter: achtergrondzang